# Dicranomyia parvincisa
Dicranomyia parvincisa là một loài ruồi trong họ Limoniidae. Chúng phân bố ở miền Cổ bắc.